# Jerzy Lipka (pisarz)
Jerzy Lipka (ur. 1943 w Rabce, zm. w 2002) – polski dziennikarz i pisarz.

## Życiorys
Ukończył studia na Wydziale Rybactwa Morskiego Akademii Rolniczej w Szczecinie w 1967. W 1976 uzyskał stopień doktora nauk przyrodniczych. Początkowo pracował w Instytucie Ekologii PAN, a od 1981 jako dziennikarz.

## Twórczość
Zadebiutował jako pisarz SF w 1979 opowiadaniem-parodią To okropne Jestestwo na łamach "Przeglądu Technicznego". Jest też autorem książki popularnonaukowej dla młodzieży Wakacje kapitana Nemo.

### Opowiadania zamieszczone w antologiach
- Co większe muchy (1982) – po raz pierwszy publikowane w "Fantastyce" w nr 1/1982, zostało zamieszczone również w antologii pt. Przepowiednia, t. 6 Polskiej noweli fantastycznej oraz w antologii Co większe muchy[2].